# Ernfried Obermeier
Ernfried Obermeier (* 27. September 1943 in Büren, Westfalen; † 17. Januar 2018) war ein deutscher Ingenieurwissenschaftler.

## Leben
Obermeier erlangte 1964 das Abitur am Städtischen Gymnasium in Witten und studierte anschließend bis 1967 allgemeinen Maschinenbau und Verfahrenstechnik an der TU Berlin. 1969 absolvierte er die Diplom-Hauptprüfung. Danach war er als wissenschaftlicher Mitarbeiter von Karl Stephan am Lehrstuhl II für Thermodynamik der TU Berlin und am Institut für Thermo- und Fluiddynamik der Ruhr-Universität Bochum tätig. Er promovierte 1972 an der Ruhr-Universität Bochum. Später hatte er den Lehrstuhl für Wärmeübertragung an der Universität Siegen inne.

## Schriften
- Relaxations- und Transporterscheinungen bei der Hyperschallströmung um stumpfe Körper. 1972, University of California, 124 Seiten.
- Thermodynamik kritischer Massenstromdichten: Einkomponenten-Zweiphasenströmungen. 1981, 140 Seiten.